# Dominique Dupuy (Rennfahrer)

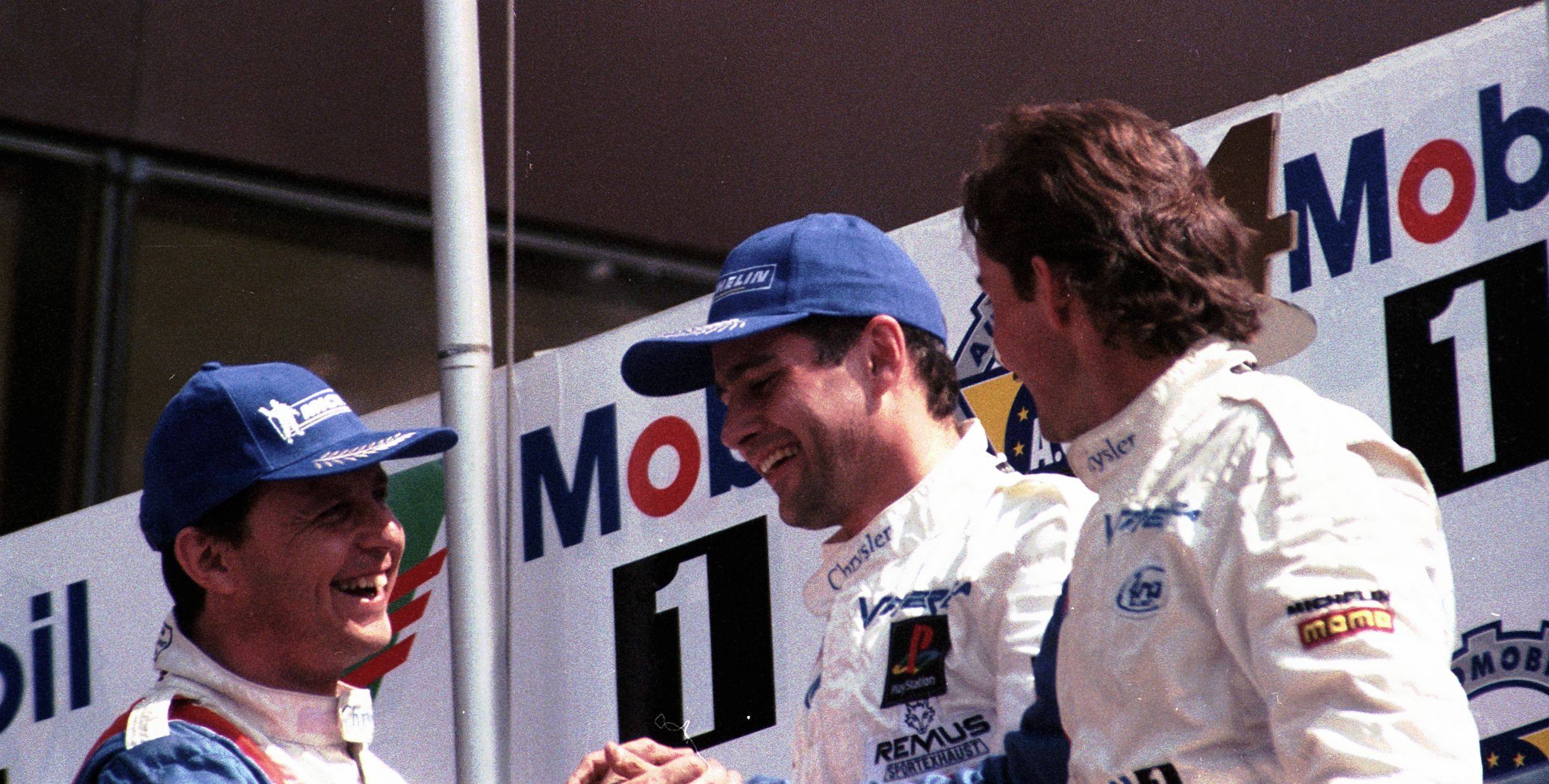
Dominique Dupuy (links) mit Karl Wendlinger und Olivier Beretta nach dem Klassensieg beim 24-Stunden-Rennen von Le Mans 1999

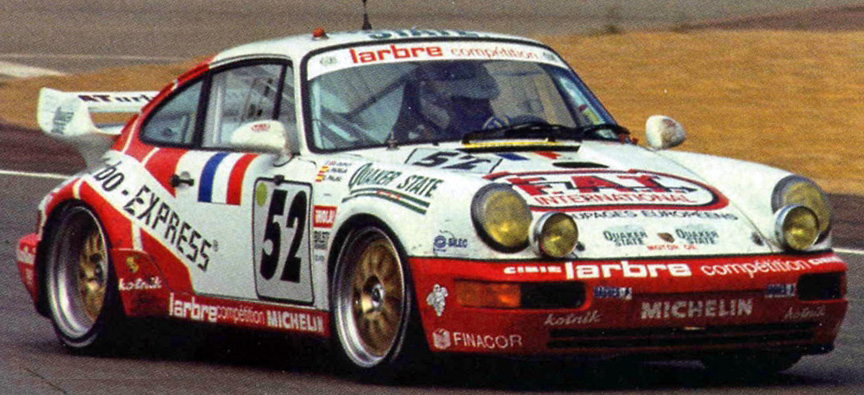
Dominique Dupuy im Porsche 911 Carrera RSR beim 24-Stunden-Rennen von Le Mans 1994

Dominique Dupuy (* 26. August 1957 in Ars) ist ein ehemaliger französischer Autorennfahrer.

## Karriere im Motorsport
Nach Anfängen im Kartsport begann die Monopostokarriere von Dominique Dupuy 1983 in der französischen Formel-Renault-Meisterschaft, die er als Gesamtvierter beendete. 1984 erfolgte der Umstieg in die nationale Formel-3-Meisterschaft. Dupuy fuhr bis 1988 in dieser Meisterschaft; seine Platzierung im Schlussklassement war der sechste Gesamtrang 1984 (Gesamtsieger Olivier Grouillard).
1989 stieg er in den GT-Sport um und wurde regelmäßiger Teilnehmer in Porsche Carrera Cup Frankreich Nach einem zweiten Gesamtrang hinter Jean-Pierre Malcher 1991 sicherte er sich 1992 und 1993 die Gesamtwertung. Durch seine Gesamtsiege 1997, 1998 und 1999 avancierte er zum erfolgreichsten Fahrer dieses Cup-Bewerbs.
Weitere Meisterschaftserfolge feierte er 2000 und 2001 in der französischen GT-Meisterschaft.
1996 wurde Dupuy Teammitglied bei Oreca und pilotierte erfolgreich der Chrysler Viper GTS-R. Er feierte 1999 und 2000 zwei Klassensiege in Le Mans; 2000 auch einen beim 12-Stunden-Rennen von Sebring. 1999 gewann er zwei Meisterschaftsläufe der FIA-GT-Meisterschaft und beendete die Saison als Gesamtfünfter. Seinen größten Erfolg bei einem internationalen Sportwagenrennen feierte er im Jahr 2000, als er gemeinsam mit Olivier Beretta und Karl Wendlinger für Oreca das 24-Stunden-Rennen von Daytona dieses Jahres gewinnen konnte.
Seine letzte Rennsaison bestritt der 2007 in der französischen GT-Meisterschaft, die er als 15. der Endwertung abschloss.

## Statistik

### Le-Mans-Ergebnisse
| Jahr | Team                           | Fahrzeug                | Teamkollege      | Teamkollege      | Platzierung             | Ausfallgrund |
| ---- | ------------------------------ | ----------------------- | ---------------- | ---------------- | ----------------------- | ------------ |
| 1993 | Monaco Media International     | Porsche Carrera RSR     | Joël Gouhier     | Jürgen Barth     | Rang 15 und Klassensieg |              |
| 1994 | Larbre Compétition             | Porsche 911 Carrera RSR | Jesús Pareja     | Carlos Palau     | Rang 8 und Klassensieg  |              |
| 1995 | Larbre Compétition             | Porsche 911 GT2         | Emmanuel Collard | Stéphane Ortelli | Ausfall                 | Unfall       |
| 1996 | Société Viper Team ORECA       | Chrysler Viper GTS-R    | Justin Bell      | Perry McCarthy   | Ausfall                 | Motorschaden |
| 1997 | Societé Viper Team ORECA       | Chrysler Viper GTS-R    | Philippe Gache   | Olivier Beretta  | Ausfall                 | Unfall       |
| 1999 | Viper Team ORECA               | Chrysler Viper GTS-R    | Karl Wendlinger  | Olivier Beretta  | Rang 10 und Klassensieg |              |
| 2000 | Viper Team ORECA               | Chrysler Viper GTS-R    | Karl Wendlinger  | Olivier Beretta  | Rang 7 und Klassensieg  |              |
| 2003 | Scorp Motorsport Communication | Chrysler Viper GTS-R    | Luis Marques     | Olivier Thévenin | Ausfall                 | Motorschaden |

### Sebring-Ergebnisse
| Jahr | Team             | Fahrzeug          | Teamkollege     | Teamkollege     | Platzierung            | Ausfallgrund |
| ---- | ---------------- | ----------------- | --------------- | --------------- | ---------------------- | ------------ |
| 2000 | Viper Team Oreca | Dodge Viper GTS-R | Karl Wendlinger | Olivier Beretta | Rang 7 und Klassensieg |              |